# Phyllangia consagensis
Espèce
Statut CITES
Phyllangia americana est une espèce de coraux appartenant à la famille des Caryophylliidae.